# Janko Bojmír

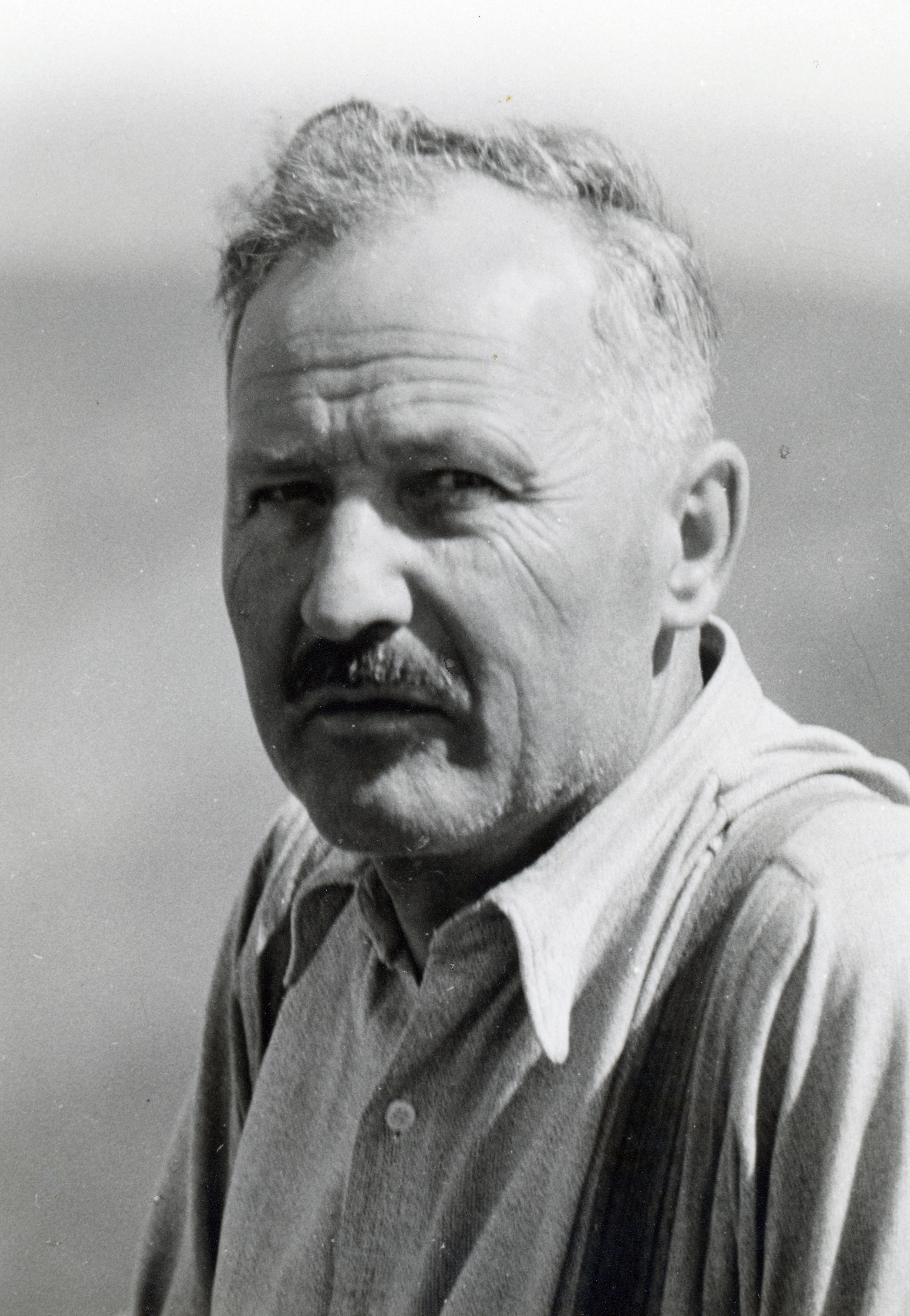
Ján Bojmír

Janko Bojmír (właśc. Ján Bojmír, pierwotnie Ján Bornemisza, ur. 23 października 1887 r. w Jazernicy w Turcu – zm. 15 lutego 1970 r. w Martinie) – słowacki nauczyciel i inspektor szkolny, działacz turystyczny i publicysta.
Jego ojcem był Ján Bornemisza, matką – Mária z domu Kováčová. Uczył się w studium nauczycielskim w Klasztorze pod Zniewem. W roku 1928 ukończył studia wyższe. Pracował jako nauczyciel szkoły ludowej (1921–1924), jako inspektor szkolny w Bańskiej Bystrzycy (1924–1926) i ponownie jako nauczyciel w szkole miejskiej (1926–1928).
Turystykę uprawiał intensywnie od lat szkolnych. Pełnił szereg funkcji w organizacjach turystycznych w miejscowościach, w których pracował. W latach 40. XX w. był prezesem Klubu Czechosłowackich Turystów (KČST) w Martinie.
Jako działacz turystyczny zasłużył się na polu organizacji turystyki, zwłaszcza górskiej, w otoczeniu Kotliny Turczańskiej. Był doświadczonym znakarzem szlaków turystycznych – znakował szlaki turystyczne od 1923 r. Za jego prezesury w KČST w Martinie została ukończona budowa schroniska pod Boryszowem w Wielkiej Fatrze i odbudowane (spalone przez Niemców w 1944 r.) schronisko na Marcińskich Halach w Małej Fatrze.
Był współautorem licznych przewodników turystycznych. Propagował walory Turca, piękno fatrzańskiej przyrody i potrzebę jej ochrony w czasopiśmie Krásy Slovenska i w wielu innych wydawnictwach. Na początku lat 30. XX w. rozpoczął fotografować góry i wkrótce stał się znanym przedstawicielem słowackiej fotografii krajoznawczej.
Po górach chodził prawie do ostatnich chwil życia: jeszcze w wieku 82 lat stanął na szczycie Tlstej. Jego imieniem nazwano wytyczony przez niego z Doliny Gaderskiej, znakowany kolorem niebieskim , szlak turystyczny wiodący doliną Konský dol na wspomnianą wyżej Tlstą.